# 赤嶺梨奈
赤嶺 梨奈（あかみね りな、1983年9月6日 - ）は、日本の女性ファッションモデル。「ミス日本」の第31回（1999年度）『準ミス日本』受賞。所属事務所はフライディ。沖縄県那覇市出身、沖縄アクターズスクールに在籍していた。

## 来歴
1996年、中学1年生から中学3年生まで沖縄アクターズスクールにてレッスンを受け、トップグループであるB.B.WAVESに所属。当時、沖縄テレビの『BOOM BOOM』やNHK BS-2の『ミュージック・ジャンプ』に出演した。
1999年、高校在学中に「ミス日本」において準ミス日本を受賞。
2002年、沖縄県立那覇西高等学校卒業。SOLA沖縄専門学校入学、在学中よりモデルデビュー。
卒業と同時に上京を決意。それまでは地元企業へ就職するつもりだった。

## 人物
特技は三線、ピアノ。赤十字応急救護救急員免許、手話検定5級の資格を持っている。

## 主な出演

### CM
- 日本通運（沖縄）
- オリオンビール オリオンゼロライフ

### SHOW
- REALorMODE? BLACK DAIZY 08-09A/W
- SHONAN ENTERTAINMENT FESTIVAL
- 5 DESIGNERS JOINT SHOW

### 雑誌
- アイケント
- ゼクシィ Anhelo
- 髪姫

### 広告
- 資生堂 「長命草」
- 三菱UFJニコス 「Visa Touch」
- JUN FALKLAND
- IKKA 2008S/S
- RINCON WETSUITS
- edition
- 千趣会ベルメゾン